# Petr Hejma (politik)
Petr Hejma (* 6. července 1969 Praha) je český politik, ekonom a manažer, v letech 2006 až 2009 starosta městské části Praha 1, bývalý člen ODS. Od roku 2014 člen hnutí STAN a opět zastupitel městské části Praha 1, v letech 2018 až 2020 také její 1. místostarosta a v letech 2020 až 2022 opět starosta MČ Praha 1.

## Životopis
V letech 1983 až 1987 absolvoval Gymnázium Na Pražačce a v letech 1987 až 1992 Fakultu mezinárodních vztahů Vysoké školy ekonomické v Praze, obor mezinárodní ekonomické vztahy (získal titul Ing.). Později zde studoval obor mezinárodní politické vztahy v rámci doktorského postgraduálního studia, to však nedokončil.
Od roku 1992 se věnoval podnikatelské činnosti. Je předsedou představenstva developerské společnosti Multiprojekt Group, a.s. a členem statutárních orgánů společností Multiprojekt – Czech Consulting a.s., Czech Trading Group, s.r.o., Multiprojekt – Total Invest a.s., Multiprojekt – Delta a.s., Multiprojekt – Gama a.s., Property Finance s.r.o., Multiprojekt – Marina Vyšehrad a.s., Multiprojekt – Hodkovičky a.s., Multiprojekt – Beta a.s. a Multiprojekt-Development a.s. Dvě volební období působil jako předseda a nyní místopředseda správní rady AMU v Praze. Je také předsedou správní rady nadačního fondu Curie (ten při ZŠ Curie spoluzakládal), též členem správní rady nadačního fondu Lucie při Urologické klinice VFN v Praze, předseda správní rady Nadace Pražské děti, člen správní rady Nadace Jana a Medy Mládkových. Vede občanské sdružení pro oživení Prahy 1 KampaNula, jehož je spoluzakladatelem. Jako oldskaut je členem skautského hnutí a členem Veleobce baráčníků. Profesně působí v Asociaci pro rozvoj trhu nemovitostí (ARTN).
Petr Hejma je ženatý. S manželkou Terezií mají dvě dcery – Annu a Elišku. Hovoří německy, anglicky a rusky.

## Politická kariéra

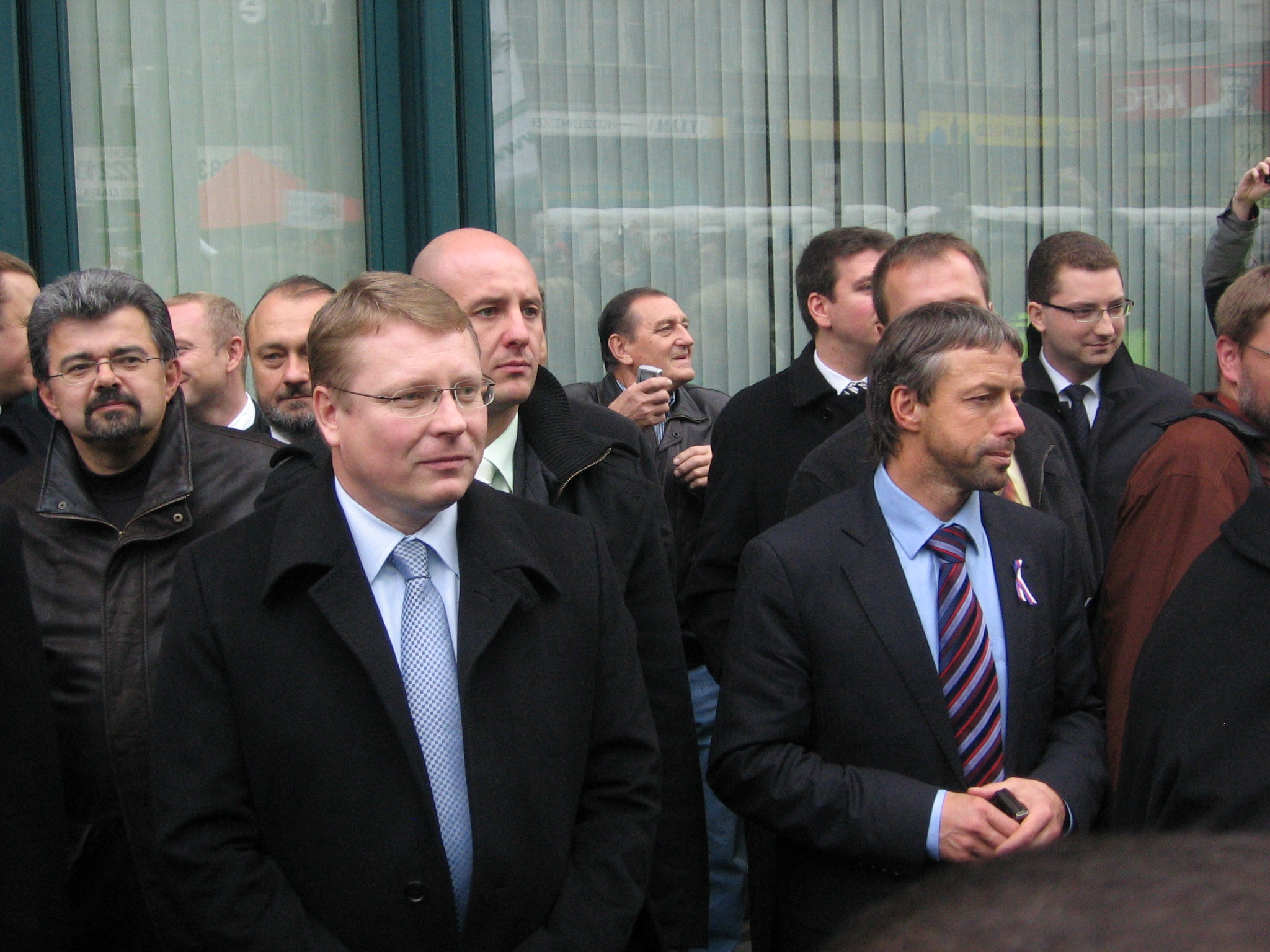
Petr Hejma s dalšími českými politiky na Národní třídě v Praze při vzpomínce na události 17. listopadu 1989

V komunálních volbách v roce 2002 kandidoval jako nestraník za hnutí Iniciativa pražských občanů (IPO) do Zastupitelstva městské části Praha 1, ale neuspěl. V roce 2004 se stal členem ODS a za tuto stranu byl ve volbách v roce 2006 zvolen z pozice lídra kandidátky zastupitelem městské části. Dne 24. listopadu 2006 se stal také starostou městské části Praha 1. Ve své funkci inicioval osazení zvonu na rekonstruovanou Malostranskou besedu a veřejnou sbírku na zaplacení jeho výroby. Dne 19. listopadu 2009 byl ale ze své funkce odvolán. V komunálních volbách v roce 2010 již nekandidoval.
V listopadu 2010 byl vyloučen z ODS. Proti vyloučení se však odvolal a do konečného rozhodnutí mu bylo jeho členství pouze pozastaveno. V červenci 2011 spor vyhrál a plnohodnotné členství mu bylo opět vráceno. Odmítl však registraci do nového oblastního sdružení ODS (během jeho sporu bylo dosavadní sdružení zrušeno), a proto přestal být členem strany.
V roce 2014 vstoupil do hnutí STAN a ve volbách v roce 2014 byl opět zvolen zastupitelem městské části Praha 1, když kandidoval jako člen hnutí STAN za uskupení „Starostové a nezávislí, KDU-ČSL, Iniciativa občanů – My, co tady žijeme“. Mandát zastupitele MČ obhájil ve volbách v roce 2018, kdy jako člen STAN vedl kandidátku uskupení „Starostové a nezávislí, KDU-ČSL, Iniciativa Občanů – My, co tady žijeme s podporou LES“. V listopadu 2018 se stal 1. místostarostou MČ.
Několikrát také kandidoval do Zastupitelstva hlavního města Prahy, ale nikdy neuspěl: ve volbách v roce 2006 za ODS, ve volbách v roce 2014 jako nestraník za STAN na kandidátce „TROJKOALICE SZ, KDU-ČSL, STAN“ a ve volbách v roce 2018 jako člen STAN na kandidátce TOP 09 a Starostové (STAN) ve spolupráci s KDU-ČSL, LES a Demokraty Jana Kasla – „Spojené síly pro Prahu“.
Na přelomu let 2019 a 2020 se na městské části Praha 1 rozpadla dosavadní koalice. Novou koalici vytvořilo uskupení „Starostové a nezávislí, KDU-ČSL, Iniciativa Občanů – My, co tady žijeme s podporou s podporou LES“ s TOP 09, ODS a hnutím ANO. Dne 14. ledna 2020 byl odvolán dosavadní starosta Pavel Čižinský a novým starostou se stal právě Petr Hejma.
Petr Hejma patří mezi největší soukromé sponzory strany STAN, jen v letech 2018 a 2019 daroval této straně 1 700 000 Kč, čímž se stal jejím největším sponzorem. 
V komunálních volbách v roce 2022 obhájil jako člen hnutí STAN post zastupitele městské části Praha 1, když vedl kandidátku uskupení „My, co tady žijeme“ (tj. hnutí Starostové a nezávislí, KDU-ČSL a Iniciativa Občanů). V listopadu 2022 jej však ve funkci starosty vystřídala Terezie Radoměřská z TOP 09.